# エスタディオ・ロンメル・フェルナンデス
エスタディオ・ロンメル・フェルナンデス（Estadio Rommel Fernández）は、パナマ市にある多目的競技場。主にコンサートやサッカーの試合会場として使用される。開場は1970年2月6日。同年にパナマで開催された中央アメリカ・カリブ海競技大会の為に建設された。幾度かの改修を経て現在の収容人員は32000人で、その座席全てが独立シートとなっている。パナマ国内最大のスタジアムであり、シウダー・デポルティーバ・イルビング・サラディノ（パナマの陸上選手イルビング・サラディノの名を冠した総合運動公園）の一部である。
元々はスタジアムはエスタディオ・レボルシオン（Estadio Revolución）という名称であったが、1993年の自動車事故により早逝したサッカー選手、ロンメル・フェルナンデスの功績を称え、死後に彼の名が冠された。
2009年に全面改修を終了。2011年にサッカーのコパ・セントロアメリカーナ、2013年にはボリバリアンゲームズが開催される。